# Euphyia auritacta
Euphyia auritacta là một loài bướm đêm trong họ Geometridae.